# Entecavir
L'entecavir è un antivirale con struttura simil nucleosidica capace di interagire con il DNA, inibendo la trascrittasi inversa.